# Norbruislaan (Schoonebeek)
De Norbruislaan is een straat in de plaats Schoonebeek in de Drentse gemeente Emmen die is vernoemd naar de voormalig burgemeester Obbe Norbruis.
In de straat staan twaalf bungalows die hier tussen 1946 en 1947 werden gebouwd naar een ontwerp van architect Arno Nicolaï.
De vrijstaande bungalows hebben een flauw hellend pannendak en staan schuin langs de straat gesitueerd. De uitspringende vensters vormen een opvallend detail. Opvallend is verder de zeer transparante toegang vanuit de woonkamer naar het terras, met twee openslaande glazen deuren omgeven door zij- en bovenlichten. Oorspronkelijk was aan de voorzijde een gemeenschappelijke tuin en bevonden zich tussen en achter de woningen bloemen- en moestuinen.